# Buddy Handleson
Buddy Handleson (Danville, Contra Costa megye, Kalifornia, 1999. november 1. –) amerikai színész.
Legismertebb alakítása Newt a 2015 és 2016 között futott Bella és a Bulldogok című sorozatban. Az Indul a risza! című sorozatban is szerepelt.

## Élete
Jay és Athena Handleson fia. Szülei 3 éves korukban próbálták megismertetni a modellezéssel, de ez nem tetszett neki.
7 éves korában kezdett meghallgatásara járni. 2010-ben szerepelt a Sons of Tucson című sorozatban. 2013-ban főszerepet kapott a Wendell és Vinnie című sorozatban.

## Magánélete
2017. június 25-én egy Instagram posztban elmondta, hogy meleg.

## Filmográfia

### Filmek
| Év   | Magyar cím | Eredeti cím    | Szerep            | Magyar hang |
| ---- | ---------- | -------------- | ----------------- | ----------- |
| 2016 |            | Little Savages | Vinny             |             |
| 2012 |            | Bad Fairy      | Rocco DiRizzo     |             |
| 2011 |            | Coming & Going | Christopher Crump |             |

### Televíziós szerepek
| Év        | Magyar cím                  | Eredeti cím                 | Szerep           | Megjegyzések                                |
| --------- | --------------------------- | --------------------------- | ---------------- | ------------------------------------------- |
| 2019      | Sydney és Max               | Sydney to the Max           | Gerald           | 1 epizód                                    |
| 2017–2018 | Nicky, Ricky, Dicky és Dawn | Nicky, Ricky, Dicky, & Dawn | Wally            | 2 epizód                                    |
| 2015–2016 | Bella és a Bulldogok        | Bella and the Bulldogs      | Newt             | főszereplő magyar hangja Czető Ádám         |
| 2013      | Wendell és Vinnie           | Wendell & Vinnie            | Wendell & Vinnie | főszereplő                                  |
| 2012      | Dr. Plüssi                  | Doc McStuffins              | Luca (hang)      | 1 epizód                                    |
| 2011      | Mr. Sunshine                | Mr. Sunshine                | Timmy            | 2 epizód                                    |
| 2010–2012 | Indul a risza!              | Shake It Up                 | Henry Dillon     | mellékszereplő magyar hangja Straub Norbert |
| 2010      |                             | Sons of Tucson              | Gabe             | 2 epizód                                    |
| 2010      | Míg a halál el nem választ  | 'Til Death                  | Timmy            | 1 epizód                                    |
| 2009      |                             | Trauma                      | Jonah            | 1 epizód                                    |
| 2009      | Hannah Montana              | Hannah Montana              | fiú              | 1 epizód                                    |